# Бахтинка (Курская область)
Бахтинка — деревня в Суджанском районе Курской области России. Входит в состав Пореченского сельсовета.

## География
Деревня находится на юго-западе Курской области, в пределах Обоянской гряды, в юго-западной части Среднерусской возвышенности, в лесостепной зоне, на берегах реки Паровой, на расстоянии примерно 18 километров (по прямой) к северо-северо-востоку (NNE) от города Суджи, административного центра района. Абсолютная высота — 178 метров над уровнем моря.
Улицы
В деревне улицы: Верхняя Бахтинка, Молодёжная, Нижняя Бахтинка.
Климат
Климат характеризуется как умеренно континентальный, с тёплым летом и умеренно холодной зимой. Среднегодовая температура — 5,9 °C. Средняя температура воздуха самого тёплого месяца (июля) — 19,6 °C (абсолютный максимум — 39 °C); самого холодного (января) — −7,9 °C (абсолютный минимум — −37 °C). Безморозный период длится в течение 155 дней. Среднегодовое количество атмосферных осадков составляет 639 мм.
Часовой пояс
Деревня Бахтинка, как и вся Курская область, находится в часовой зоне МСК (московское время). Смещение применяемого времени относительно UTC составляет +3:00.

## Население
| 2002 | 2010 |
| ---- | ---- |
| 188  | ↘143 |

Половой состав
По данным Всероссийской переписи населения 2010 года в половой структуре населения мужчины составляли 44,1 %, женщины — соответственно 55,9 %.
Национальный состав
Согласно результатам переписи 2002 года, в национальной структуре населения русские составляли 97 %.

## Инфраструктура
Личное подсобное хозяйство. В деревне 75 домов.

## Транспорт
Бахтинка находится в 10 км от автодороги регионального значения 38К-004 (Дьяконово — Суджа — граница с Украиной), в 7 км от автодороги 38К-024 (Льгов — Суджа), в 1 км от автодороги межмуниципального значения 38Н-070 (38К-004 — Киреевка), в 6,5 км от автодороги 38Н-071 (38Н-070 — 38К-024), в 10 км от автодороги 38Н-723 (Черкасское Поречное — Ивашковский), в 9,5 км от ближайшей ж/д станции Локинская (линия Льгов I — Подкосылев).
В 119 км от аэропорта имени В. Г. Шухова (недалеко от Белгорода).